# Daiane dos Santos
Daiane García dos Santos conocida como Daiane dos Santos (Porto Alegre, 10 de febrero de 1983) Es una gimnasta brasileña. Primera campeona mundial brasileña de gimnasia artística, título obtenido en el Campeonato Mundial de Gimnasia Artística de 2003 de Anaheim.
Tiene dos maniobras con su nombre: Dos Santos y Dos Santos II (ejecutado en las olímpiadas de verano de 2004). El Dos Santoses un twist con doble mortal carpada, y el Dos Santos II es lo mismo, solo que con doble mortal plancha, que antes ninguna gimnasta hizo en la historia. Desafortunadamente, cuando esta la ejecutó, dio un paso fuera del área de suelo, descontándole varios puntos, salió quinta. En 2004 volvió, venciendo a Catalina Ponor y a Cheng Fei, siendo campeona mundial de suelo. Intentó seguir en ese puesto en el campeonato mundial en Melbourne, pero una caída en las finales dejó libre el paso para Alicia Sacramone, que ganó. Daiane terminó séptima, y decidió cambiar su rutina.

En 2006, volvió con una rutina completamente nueva, donde ganó su primera medalla de oro, en "The Moscow's leg of FIG's World Cup".

Ella participó en el campeonato mundial de 2006, pero aclaró que no usaría la maniobra "Dos Santos II" por un rato. Terminó cuarta, después de mínimos problemas con las caídas de sus saltos.

Calificó para las finales del campeonato mundial en Brasil para suelo, por eso, no podía permitir que las demás gimnastas ganaran, no podía dejar ser vencida en su país natal, este era su día. Tras elegantes maniobras y audaces movimientos, Daiane salió por segunda y consecutiva vez, campeona mundial de gimnasia en suelo. Brasil terminó la competición con 6 medallas, nunca había pasado.

El primer campeonato de 2007 de Daiane fue en la copa mundial en Ghent. Lo utilizó como entrada de calor para los Juegos Panamericanos. Salió octava en las barras paralelas, y obtuvo una medalla de bronce en suelo.

El 6 de julio, Daiane se torció el tobillo derecho. El CBG (Confederación Brasilera de Gimnasia) aseguró que podría participar en los juegos Panamericanos. Médicos decidieron no responder esa pregunta hasta después de 48 horas, para saber que tan grave sería la lesión.
Música
2004/2005:"Brasileirinho" por Waldir Azevedo.
2006/hasta la actualidad:"Isto Aqui O Que É" por Ary Barroso.
Medallas
Medallas de Oro(1998, 2001, 2003, 2004, 2005, 2006, 2007): Suelo.
Medallas de Plata(1999): Salto.
Medallas de Bronce(1999, 2003, 2004, 2007): Suelo.